# Basket Trapani 2000-2001
Questa voce raccoglie le informazioni riguardanti la Basket Trapani nelle competizioni ufficiali della stagione 1999-2000.

## Verdetti stagionali
Competizioni nazionali
- Serie B d'Ecc.:

stagione regolare: 12ª su 14 squadre nel Girone B;
Coppa Italia LNP: Sedicesimi di finale.

## Stagione
Il Basket Trapani 2000-2001, sponsor Banca Popolare Sant'Angelo, ha preso parte al campionato di Serie B d'Eccellenza.
Si è classificato al 12º posto nel serie B1 Girone B 2000-01.

## Divise di gioco
Il fornitore ufficiale di materiale tecnico per la stagione 2000-2001 è Reebok.
| Casa | Trasferta |

## Organigramma societario
Area dirigenziale
- Presidente: Andrea Magaddino
- Direttore Sportivo: ?
- Segretario: Antonino Fodale
- Ufficio di segretaria: Mario Novara
- Team Manager: Paolo Mollura
- Dirigente accompagnatore: Matteo Giurlanda

Area tecnica
- Allenatore: Marco Morganti dal 8/1/2001 
Gianni Lambruschi fino al 8/1/2001
- Vice allenatore: Gaspare Morana
- Massaggiatore: Francesco Lundari
- Responsabile sett. giovanile: Domenico Ciotta e Luigi Biondo

## Roster
| Basket Trapani 2000-2001 | Basket Trapani 2000-2001 |
| Giocatori                | Staff tecnico            |
| ------------------------ | ------------------------ |

| N. | Naz.                                       | Ruolo | Nome                        | Anno | Alt.   | Peso  |  |
| -- | ------------------------------------------ | ----- | --------------------------- | ---- | ------ | ----- |  |
| 4  | Italia (bandiera)                          | P     | Davide Virgilio (C)         | 1972 | 180 cm | 70 kg |  |
| 5  | Italia (bandiera)                          | C     | Alfredo Passarelli          | 1965 | 205 cm |       |  |
| 7  | Italia (bandiera)                          | A     | Enrico Gaeta                | 1975 | 201 cm |       |  |
| 8  | Italia (bandiera)                          | PG    | Roberto Fazzi (dal 01/2001) | 1970 | 190 cm | 80 kg |  |
| 10 | Italia (bandiera)                          | G     | Marco Di Salvatore          | 1981 | 197 cm |       |  |
| 11 | Italia (bandiera)                          | PG    | Marco Lokar                 | 1969 | 187 cm | 78 kg |  |
| 12 | Stati Uniti (bandiera) · Italia (bandiera) | C     | Leonardo Carpineti          | 1979 | 203 cm |       |  |
| 13 | Argentina (bandiera) · Italia (bandiera)   | C     | Dario André                 | 1974 | 204 cm |       |  |
| 14 | Italia (bandiera)                          | GA    | Mario Romeo (dal 01/2001)   | 1974 | 195 cm |       |  |
| 15 | Italia (bandiera)                          | AC    | Daniele Soro                | 1975 | 203 cm |       |  |

| Allenatore                                                          |
| Marco Morganti dal 8/1/2001 Gianni Lambruschi fino al 8/1/2001      |
| Assistente/i                                                        |
| Gaspare Morana Legenda - (C) Capitano - (IN) Inattivo - Infortunato |

## Mercato[1]

### Sessione estiva
| Arrivi           | Arrivi              | Arrivi           |
| R                | Nome                | da               |
| ---------------- | ------------------- | ---------------- |
| A                | Riccardo Morandotti | S.C. Gira        |
| P                | Edoardo Peretti     | C.S. Borgomanero |
| C                | Leonardo Carpineti  | Basket Livorno   |
| C                | Alfredo Passarelli  | C.B. Cosenza     |
| Altre operazioni |                     |                  |
| R                | Nome                | da               |
| G                | Marco Di Salvatore  | V.L. Pesaro      |
| A                | Enrico Gaeta        | Set. giovanile   |

| Partenze         | Partenze             | Partenze       |
| R                | Nome                 | a              |
| ---------------- | -------------------- | -------------- |
| G                | Marco Maran          | Dinamo Sassari |
| C                | Werther Pigliafreddo | Free agent     |
| G                | Giuseppe D'Iapico    | Virtus Ragusa  |
| C                | Jorge Rifatti        | Dinamo Sassari |
| AC               | Ivan Drigo           | Free agent     |
| Altre operazioni |                      |                |
| R                | Nome                 | a              |
| P                | Alessandro Oddo      | Free agent     |
| G                | Vincenzo Maltese     | Free agent     |

### Operazioni esterne alla sessione
| Arrivi | Arrivi        | Arrivi           |
| R      | Nome          | da               |
| ------ | ------------- | ---------------- |
| G      | Mario Romeo   | Free agent       |
| P      | Roberto Fazzi | Norimberga Bulls |

| Partenze | Partenze            | Partenze      |
| R        | Nome                | a             |
| -------- | ------------------- | ------------- |
| P        | Edoardo Peretti     | Teramo Basket |
| A        | Riccardo Morandotti | Free agent    |

## Risultati

### Campionato

#### Girone di andata
| Trapani 8 ottobre 2000 1ª giornata            | Basket Trapani | 79 – 77 (d.t.s.) | Basket Argenta | Palallio |
| Gianni Lambruschi Allenatori Mauro Procaccini |                |                  |                |          |
|                                               |                |                  |                |          |
| Gianni Lambruschi                             | Allenatori     | Mauro Procaccini |                |          |

| Ozzano dell'Emilia 14 ottobre 2000 2ª giornata | S.C. Gira  | 88 – 72           | Basket Trapani | PalaGira |
| Gianni Zappi Allenatori Gianni Lambruschi      |            |                   |                |          |
|                                                |            |                   |                |          |
| Gianni Zappi                                   | Allenatori | Gianni Lambruschi |                |          |

| Arbitri: | Di Francia (Pozzuoli) Tedesco (Matera) |

|                                     |            |                   |
| Parisi 26, Passante 15, Minghetti 8 | Punti      | 21 Soro, 13 Lokar |
| Claudio Vandoni                     | Allenatori | Gianni Lambruschi |

| Trapani 30 ottobre 2000 4ª giornata                                                  | Basket Trapani | 78 – 71 (19-21, 39-39, 57-54) referto | Virtus Imola | Palallio |
| Passarelli 26 Punti 13 Casadei, Morrone Gianni Lambruschi Allenatori Renato Sabatino |                |                                       |              |          |
|                                                                                      |                |                                       |              |          |
| Passarelli 26                                                                        | Punti          | 13 Casadei, Morrone                   |              |          |
| Gianni Lambruschi                                                                    | Allenatori     | Renato Sabatino                       |              |          |

| Teramo 4 novembre 2000 5ª giornata         | Teramo Basket | 84 – 86           | Basket Trapani | PalaScapriano |
| Marco Schiavi Allenatori Gianni Lambruschi |               |                   |                |               |
|                                            |               |                   |                |               |
| Marco Schiavi                              | Allenatori    | Gianni Lambruschi |                |               |

| Trapani 12 novembre 2000 6ª giornata         | Basket Trapani | 62 – 63         | Orlandina | Palallio |
| Gianni Lambruschi Allenatori Giovanni Papini |                |                 |           |          |
|                                              |                |                 |           |          |
| Gianni Lambruschi                            | Allenatori     | Giovanni Papini |           |          |

| Caserta 19 novembre 2000 7ª giornata        | LBL Caserta | 82 – 73           | Basket Trapani | PalaMaggiò |
| Gianluca Tucci Allenatori Gianni Lambruschi |             |                   |                |            |
|                                             |             |                   |                |            |
| Gianluca Tucci                              | Allenatori  | Gianni Lambruschi |                |            |

| Cento 26 novembre 2000 8ª giornata             | Benedetto XIV Cento | 88 – 76           | Basket Trapani | PalaBenedetto |
| Stefano Vanoncini Allenatori Gianni Lambruschi |                     |                   |                |               |
|                                                |                     |                   |                |               |
| Stefano Vanoncini                              | Allenatori          | Gianni Lambruschi |                |               |

| Trapani 3 dicembre 2000 9ª giornata            | Basket Trapani | 99 – 89           | Virtus Rieti | Palallio |
| Gianni Lambruschi Allenatori Virginio Bernardi |                |                   |              |          |
|                                                |                |                   |              |          |
| Gianni Lambruschi                              | Allenatori     | Virginio Bernardi |              |          |

| Trapani 9 dicembre 2000 10ª giornata           | Basket Trapani | 77 – 88           | Fulgor Forlì | Palallio |
| Gianni Lambruschi Allenatori Loris Giovannetti |                |                   |              |          |
|                                                |                |                   |              |          |
| Gianni Lambruschi                              | Allenatori     | Loris Giovannetti |              |          |

| Ferrara 17 dicembre 2000 11ª giornata    | B.C. Ferrara | 89 – 81           | Basket Trapani | Palasport |
| Tony Trullo Allenatori Gianni Lambruschi |              |                   |                |           |
|                                          |              |                   |                |           |
| Tony Trullo                              | Allenatori   | Gianni Lambruschi |                |           |

| Trapani 7 gennaio 2001, ore 17:30 12ª giornata     | Basket Trapani | 78 – 88               | Basket Cefalù | Palallio |
| Gianni Lambruschi Allenatori Francesco Ponticiello |                |                       |               |          |
|                                                    |                |                       |               |          |
| Gianni Lambruschi                                  | Allenatori     | Francesco Ponticiello |               |          |

| Montegranaro 14 gennaio 2001 13ª giornata        | Sutor Montegranaro | 93 – 83        | Basket Trapani | Palazzetto dello sport |
| Antonio Bocchino Allenatori Marco Morganti [ 6 ] |                    |                |                |                        |
|                                                  |                    |                |                |                        |
| Antonio Bocchino                                 | Allenatori         | Marco Morganti |                |                        |

#### Girone di ritorno
| Argenta 20 gennaio 2001 14ª giornata       | Basket Argenta | 80 – 79        | Basket Trapani | Palasport Don Minzoni |
| Mauro Procaccini Allenatori Marco Morganti |                |                |                |                       |
|                                            |                |                |                |                       |
| Mauro Procaccini                           | Allenatori     | Marco Morganti |                |                       |

| Trapani 28 gennaio 2001 15ª giornata   | Basket Trapani | 81 – 73      | S.C. Gira | Palallio |
| Marco Morganti Allenatori Gianni Zappi |                |              |           |          |
|                                        |                |              |           |          |
| Marco Morganti                         | Allenatori     | Gianni Zappi |           |          |

| Arbitri: | Panzera (Brindisi) Longhi (Cantù) |

|                             |            |                                  |
| Fazzi 23, Soro 16, Gaeta 12 | Punti      | 17 Bosco, 15 Parisi, 14 Passante |
| Marco Morganti              | Allenatori | Claudio Vandoni                  |

| Arbitri: | Paolo Longhi (Cantù) Emanuele Aronne |

|                 |            |                |
| Coppo 30        | Punti      |                |
| Renato Sabatino | Allenatori | Marco Morganti |

| Trapani 18 febbraio 2001 18ª giornata   | Basket Trapani | 80 – 70       | Teramo Basket | Palallio |
| Marco Morganti Allenatori Marco Schiavi |                |               |               |          |
|                                         |                |               |               |          |
| Marco Morganti                          | Allenatori     | Marco Schiavi |               |          |

| Capo d'Orlando 25 febbraio 2001 19ª giornata | Orlandina  | 95 – 79        | Basket Trapani | PalaValenti |
| Franco Gramenzi Allenatori Marco Morganti    |            |                |                |             |
|                                              |            |                |                |             |
| Franco Gramenzi                              | Allenatori | Marco Morganti |                |             |

| Trapani 4 marzo 2001 20ª giornata        | Basket Trapani | 81 – 78        | LBL Caserta | Palallio |
| Marco Morganti Allenatori Gianluca Tucci |                |                |             |          |
|                                          |                |                |             |          |
| Marco Morganti                           | Allenatori     | Gianluca Tucci |             |          |

| Trapani 11 marzo 2001 21ª giornata          | Basket Trapani | 87 – 84           | Benedetto XIV Cento | Palallio |
| Marco Morganti Allenatori Stefano Vanoncini |                |                   |                     |          |
|                                             |                |                   |                     |          |
| Marco Morganti                              | Allenatori     | Stefano Vanoncini |                     |          |

| Rieti 17 marzo 2001 22ª giornata            | Virtus Rieti | 96 – 81        | Basket Trapani | Palaloniano |
| Virginio Bernardi Allenatori Marco Morganti |              |                |                |             |
|                                             |              |                |                |             |
| Virginio Bernardi                           | Allenatori   | Marco Morganti |                |             |

| Forlì 25 marzo 2000 23ª giornata            | Fulgor Forlì | 91 – 83        | Basket Trapani | PalaGalassi |
| Loris Giovannetti Allenatori Marco Morganti |              |                |                |             |
|                                             |              |                |                |             |
| Loris Giovannetti                           | Allenatori   | Marco Morganti |                |             |

| Trapani 1 aprile 2000 24ª giornata    | Basket Trapani | 89 – 80     | B.C. Ferrara | Palallio |
| Marco Morganti Allenatori Tony Trullo |                |             |              |          |
|                                       |                |             |              |          |
| Marco Morganti                        | Allenatori     | Tony Trullo |              |          |

| Cefalù 8 aprile 2000, ore 18:30 25ª giornata    | Basket Cefalù | 88 – 79        | Basket Trapani | Palazzetto dello Sport |
| Francesco Ponticiello Allenatori Marco Morganti |               |                |                |                        |
|                                                 |               |                |                |                        |
| Francesco Ponticiello                           | Allenatori    | Marco Morganti |                |                        |

| Trapani 22 aprile 2000 26ª giornata        | Basket Trapani | 74 – 66          | Sutor Montegranaro | Palallio |
| Marco Morganti Allenatori Antonio Bocchino |                |                  |                    |          |
|                                            |                |                  |                    |          |
| Marco Morganti                             | Allenatori     | Antonio Bocchino |                    |          |

### Coppa Italia

#### Challange Round
| Ribera 2000 andata                          | Ares Ribera | 82 – 94           | Basket Trapani | PalaTornambè |
| Gianni Tripodi Allenatori Gianni Lambruschi |             |                   |                |              |
|                                             |             |                   |                |              |
| Gianni Tripodi                              | Allenatori  | Gianni Lambruschi |                |              |

| Trapani 2000 ritorno                        | Basket Trapani | 92 – 59        | Ares Ribera | Palallio |
| Gianni Lambruschi Allenatori Gianni Tripodi |                |                |             |          |
|                                             |                |                |             |          |
| Gianni Lambruschi                           | Allenatori     | Gianni Tripodi |             |          |

- Esito:

Ribera-Trapani 141-186

#### Sedicesimi di finale
| Cefalù 25 ottobre 2000 andata                      | Basket Cefalù | 88 – 91           | Basket Trapani | Palazzetto dello Sport |
| Francesco Ponticiello Allenatori Gianni Lambruschi |               |                   |                |                        |
|                                                    |               |                   |                |                        |
| Francesco Ponticiello                              | Allenatori    | Gianni Lambruschi |                |                        |

| Trapani 1 novembre 2000 ritorno                    | Basket Trapani | 93 – 98               | Basket Cefalù | Palallio |
| Gianni Lambruschi Allenatori Francesco Ponticiello |                |                       |               |          |
|                                                    |                |                       |               |          |
| Gianni Lambruschi                                  | Allenatori     | Francesco Ponticiello |               |          |

- Esito:

Cefalù -Trapani 186-184